# Sphyrocoris punctellus
Sphyrocoris punctellus är en insektsart som först beskrevs av Carl Stål 1862.  Sphyrocoris punctellus ingår i släktet Sphyrocoris och familjen sköldskinnbaggar. Inga underarter finns listade i Catalogue of Life.